# Djeper
Djeper, Tchépér ou Tchapar (décédé après 1310) est un seigneur mongol, fils de Qaïdu, dernier représentant de la maison d’Ögödei, qui règne sur le Turkestan oriental de la mort de son père en 1301 à 1309. Il continue la lutte pour le titre de grand khan contre son cousin Témur, puis en 1303, son vassal le khan Djaghataïde de Transoxiane Douwa, le persuade de reconnaître la suzeraineté de la dynastie Yuan. En 1305, il se brouille avec Douwa qui le vainc entre Khodjent et Samarcande, mais est battu à son tour par Châh-Oghoul, le frère de Djeper. Douwa lui offre de négocier la paix, et Châh-Oghoul licencie imprudemment une partie de ses troupes. Il est battu à Khodjent par Douwa qui s'empare de Bénaket et de Talas. Djeper, qui est alors dans la région entre l'Irtych noir et le Youldouz est pris à revers par le grand khan Témur. Il doit se livrer à Douwa qui l'oblige à lui rendre les territoires pris par Qaïdu (1306). En 1309, après la mort de Douwa, Djeper est de nouveau battu par le khan de Djaghataï Kebek et doit se réfugier à Pékin auprès de ses anciens ennemis. 

## Sources
- Histoire de la Mongolie, des origines à nos jours, par László Lőrincz Publié par Akadémiai Kiadó, 1984  (ISBN 963-05-3381-2 et 9789630533812)
- René Grousset, L’empire des steppes, Attila, Gengis-Khan, Tamerlan, Paris, Payot, 1938, quatrième édition, 1965, (version .pdf) 669 (présentation en ligne, lire en ligne)